# Louis Clément de Ris
Pour les articles homonymes, voir Clément de Ris.
Athanase-Louis Torterat Clément de Ris, dit Louis Clément de Ris, né le 8 décembre 1820 dans l'ancien 10e arrondissement de Paris et mort le 10 octobre 1882 à Versailles (Yvelines), est un muséographe, collectionneur, critique d'art et conservateur de musée français.
En 1876, il succède à Eudore Soulié au poste de conservateur du château de Versailles, fonction qu'il conserve jusqu'à sa mort en 1882.

## Biographie

### Famille
Athanase-Louis Clément de Ris est le fils d'Élisabeth Torterat. Il devient le fils adoptif d'Athanase-Louis, 2e comte Clément de Ris (1782-1837), et de Marie-Caroline Le Jeans (1789-1827), tous deux sans enfant. Il semble que son père adoptif, membre de la Chambre des pairs et dont il porte le même prénom, soit également son père naturel.
Sa mère adoptive meurt alors qu'il n'a que sept ans et il devient orphelin de père dix ans plus tard. La fortune familiale lui permet d'envisager une vie très privilégiée. Il prend dès lors le titre de « comte Clément de Ris » — utilisé ultérieurement pour signer tous ses livres — en arguant du droit napoléonien de transmission des titres par adoption.

### Collectionneur, critique d'art
Grand amateur d'art, Louis Clément de Ris réunit une importante collection de céramiques françaises, notamment des pièces de Bernard Palissy et de ses suiveurs. Il acquiert également des pièces en faïence de Tours et, plus particulièrement, de son contemporain le faïencier Charles-Jean Avisseau. Au début des années 1850, il collabore à la revue L'Artiste que dirige Arsène Houssaye, où il côtoie des écrivains comme Théodore de Banville, Henri Murger, Charles Monselet, Champfleury ou encore Charles Baudelaire. Il s'y affirme comme critique d'art et assure le compte-rendu des Salons.

### Conservateur de musée
À la même époque, il entre au département des sculptures du musée du Louvre dont il devient un des conservateurs.
Il devient conservateur du château de Versailles à la mort d'Eudore Soulié, en 1876, et y déploie surtout une grande activité de publication. Il meurt à son poste en 1882, date à laquelle Charles Gosselin lui succède.

## Publications
- Louis Torterat Clément de Ris, Les amateurs d'autrefois, Paris, 1877 (reprint : Geneva, 1973) : p. 183-207.
- Louis Clément de Ris, Les Enseignes de Paris (extrait du volume des Mélanges de 1877 & tiré à cinquante exemplaires non mis dans le commerce avec la permission de la Société des Bibliophiles), Paris, 1877, 57 pages, Typographie Lahure.

## Pour approfondir